# Capnodistes carpio
Capnodistes carpio är en insektsart som beskrevs av Gustav Breddin 1903. Capnodistes carpio ingår i släktet Capnodistes och familjen spottstritar. Inga underarter finns listade i Catalogue of Life.